# فریا ۷۶
سیارک ۷۶ (به انگلیسی: 76 Freia) هفتاد و ششمین سیارک کشف شده‌است که در ۲۱ اکتبر ۱۸۶۲ کشف شد.
قدر مطلق سیارک برابر ۷٫۹۰ است.